# Downers Grove
Downers Grove es una villa ubicada en el condado de DuPage en el estado estadounidense de Illinois. En el Censo de 2010 tenía una población de 47.833 habitantes y una densidad poblacional de 1.277,91 personas por km².

## Historia
Downers Grove fue fundado en 1832 por Pierce Downer, un evangelista de Nueva York. Otros colonos tempranos incluye las familias de Blodgett, Curtiss, y Carpenter. La mayor parte de los colonos originales estaban emigrantes del Noreste de Estados Unidos y Europa del Norte. El primero escuela fue construido en 1844.
Durante el Guerra de Secesión, 119 militares de Downers Grove servían en el ejército de la Unión. Había una presencía abolicionista en la villa, y se cree que algunas de las casas mejores eran estaciones en el Ferrocarril subterráneo.
El Chicago, Burlington and Quincy Railroad fue extendido desde Aurora hasta Chicago por Downers Grove en 1862, incrementando la población. La villa fue incorporado en el marzo de 1873. 
En esta ciudad nació en 1935 el famoso barítono Sherrill Milnes, cantante en el Metropolitan Opera House de Nueva York durante más de treinta años. Actuó con cantantes de renombre mundial como Plácido Domingo, Ileana Cotrubaş, Teresa Berganza, Joan Sutherland, Ruggero Raimondi, Teresa Stratas y más cantantes.
En abril de 1947, se mataron tres personas en el fracaso de un Burlington Railroad Twin Cities Zephyr. El tren golpeó un tractor que había caído desde un tren de mercancías, y dos carros se estrellaron por el pared de la estación.
La construcción de dos carreteras de peajes por las fronteras de la norte y oeste de la villa (I-355 en 1989, y lo que se conoce como I-88 en 1958)facilitó acceso del resto de la área metropolitana de Chicago. Downers Grove se ha desarrollado en un Suburbio de Chicago con muchas empresas diversas.

## Geografía
Según la Oficina del Censo de los Estados Unidos, Downers Grove tiene una superficie total de 37.43 km², de la cual 37.05 km² corresponden a tierra firme y (1.02%) 0.38 km² es agua.

## Demografía
Según el censo de 2010, había 47833 personas residiendo en Downers Grove. La densidad de población era de 1.277,91 hab./km². De los 47833 habitantes, Downers Grove estaba compuesto por el 88.55% blancos, el 2.98% eran afroamericanos, el 0.16% eran amerindios, el 5.51% eran asiáticos, el 0.01% eran isleños del Pacífico, el 1.18% eran de otras razas y el 1.61% pertenecían a dos o más razas. Del total de la población el 5.16% eran hispanos o latinos de cualquier raza.